# Magool
Magool, geboren Halima Khaliif Omar (Somalisch: Xaliimo Khaliif Cumar) (Dhuusa Marreeb, Somalië, 2 mei 1948 – Amsterdam, Nederland, 19 maart 2004), was een Somalisch zangeres. Haar artiestennaam wordt in het Arabisch geschreven als ماعغول.

## Vroege jaren
Omar werd geboren in Dhuusa Marreeb, de hoofdplaats van de regio Galguduud in het midden van Somalië. Ze had vier broers en zusjes.
Toen ze in 1959 in de landelijke hoofdstad Mogadishu in huis woonde bij haar neef Mohamed Hashi, werd ze lid van een muziekgroep. Later dat jaar verhuisde ze naar Hargeisa, waar ze werd opgenomen in een groep die de lokale versie was van de populaire band Waaberi uit Mogadishu, een ensemble van musici die ieder op eigen titel al succes hadden geoogst. Gedurende haar tijd in Hargeisa gaf de muzikant en songwriter Yusuf Haji Adan haar de bijnaam Magool ("bloem"). Onder deze naam zou ze een aanzienlijke carrière opbouwen.
Midden jaren zestig keerde ze terug naar Mogadishu. Ze trad in het huwelijk met de jonge generaal Mohamed Nur Galaal. Hoewel het huwelijk geen stand hield, vond haar interpretatie van nieuwe en traditionele liefdesliedjes een steeds groter en geestdriftiger publiek. Een van haar meest populaire nummers is Jacayl Dhiig ma lagu qoray? ("Is Liefde in bloed geschreven?") naar een gedicht van Hadrawi.

## Hoogtepunt
Tijdens de Ogaden-oorlog met Ethiopië in 1977-1978 zong ze beroemde patriottistische liederen. Na de oorlog bleef ze de liefde bezingen, maar het repertoire werd ook uitgebreid met islamitische liederen die kritiek leverden op het militaire regime van generaal Siad Barre in Somalië. Toen ze zich bedreigd voelde om haar vrije meningsuiting, volgde een zelfopgelegd ballingschap in het buitenland. Dit duurde tot 1987. Haar concert dat jaar ter viering van haar terugkeer naar Mogadishu, getiteld Mogadishu en Magool, is tot op heden het grootste concert in de geschiedenis van het land. Naar verluidt kwamen er 15000 mensen naar het stadsstadion.
De zeer persoonlijke optredens, haar talent om zich in een paar uur een langspeelplaat aan materiaal eigen te maken, en haar diepe, gevoelige stem bezorgden haar ten slotte de eretitel Hoyadii Fanka, "Moeder van Kunstzinnigheid".

## Latere jaren
Toen de Somalische Burgeroorlog na 1990 tot uitbarsting kwam, nam Magool tot na 1994 actief deel aan de strijd. Staande op een pick-up truck met luidsprekers riep ze de milities van krijgsheer Aidid op tot het plegen van genocide tegen stamleden van de Darod. Magool zelf behoorde evenals Aidid tot de stam van de Hawiye.
In 2004 overleed Magool op 55-jarige leeftijd aan borstkanker in een Amsterdams ziekenhuis. Magool had geen kinderen. Haar neef K'naan is een succesvol hiphopartiest.